# Ibul (Lembak)
Ibul is een bestuurslaag in het regentschap Muara Enim van de provincie Zuid-Sumatra, Indonesië. Ibul telt 1118 inwoners (volkstelling 2010).